# Som el que som
Som el que som (títol original en anglès, We Are What We Are) és una pel·lícula de terror estatunidenca de 2013 dirigida per Jim Mickle, i protagonitzada per Bill Sage, Julia Garner, Ambyr Childers i Kelly McGillis. Es va projectar al Festival de Cinema de Sundance de 2013 i a la secció Quinzena de Cineastes del 66è Festival Internacional de Cinema de Canes. És un remake de la pel·lícula mexicana del mateix nom. S'han anunciat tant una seqüela com una preqüela. Ha estat doblada al català.

## Argument
Els Parker són una família religiosa una mica reclusa que viu a les muntanyes Catskill que estan a punt de patir un període de dejuni ritual. Després de comprar subministraments en una botiga de productes locals, la Sra. Parker s'adona d'un cartell sobre una adolescent desapareguda. Comença a sagnar per la boca i, abans de poder arribar al seu cotxe, ensopega amb una rasa plena d'aigua i s'ofega. Consumit pel greuge, el seu marit, Frank, no apareix per identificar el cos, sinó que envia les seves dues filles, Rose i Iris. El doctor Barrow, que va donar a llum el fill petit de Frank, Rory, explica que l'estat exigeix una autòpsia. Durant l'examen, troba proves d'una malaltia del prió.
La Rose i l'Iris discuteixen si estan preparades per assumir els deures religiosos de la seva mare, però l'Iris insisteix fermament en què realitzin el ritual d'enguany. Rory entra al cobert del seu pare i troba una dona jove presa com a ostatge: en Frank l'havia segrestat quan va veure el seu cotxe desactivat al costat de la carretera uns mesos abans. Frank obliga a les seves filles a matar i esbudellar el captiu. Obedeixen de mala gana i tota la família es menja les seves restes.
Doc Barrow, la filla del qual havia desaparegut anteriorment, sospita quan troba un fragment d'os en un rierol. Tot i que el xèrif Meeks rebutja les seves preocupacions, Barrow és capaç de convèncer el diputat Anders perquè investigui. Anders troba més proves al rierol, només per enfrontar-se a Iris, de qui està enamorat. Anders confessa els seus sentiments per ella. Confusa i aclaparada per la culpa, l'Iris esclata a plorar. Mentre Anders la consola, comencen a tenir sexe, però Frank els troba i mata a Anders.
Frank està enfadat amb les noies i les ordena que es quedin al seu dormitori. Aleshores surt al camp i crida escriptures mentre trenca els cultius prop de la llera del riu amb un matxet. Troba una mandíbula i després descobreix innombrables restes flotant pels ràpids del riu. Frank intenta agafar el màxim possible abans d'adonar-se que és inútil. A la seva oficina, Barrow s'adona que ha identificat malament el símptoma de la Sra Parker i que en realitat patia kuru—una malaltia causada pel canibalisme humà. Mentrestant, les noies fan un pla perquè marxin a la ciutat mentre el seu pare dorm. Mentre en Frank recita oracions a la seva habitació, la Rose agafa les claus del cotxe. Frank cuina i enverina el sopar amb diverses tasses d'arsènic en pols que Rose troba més tard i descobreix el seu pla d'assassinat-suïcidi. Durant el sopar, la Rose treu el bol i la cullera de la Rory abans que pugui fer una mossegada. Barrow arriba de sobte per parlar amb Frank i es sorprèn veure l'ornament del cabell de la seva filla desapareguda als cabells de l'Iris. Exigint saber què li va passar, Barrow es baralla amb Frank. Aconseguint la seva arma, Frank intenta disparar a Barrow però fereix a Iris quan salta davant d'en Barrow per protegir-lo. Frank finalment és capaç de noquejar a Barrow. La Rose i la Rory fugen a casa de la seva amable veïna vegetariana, la Marge. Frank entra a casa de la Marge i la mata, després convenç a la Rory i a la Rose de tornar a casa.
Frank torna a intentar que els nens mengin. Però quan li diu a la Rose que sembla la seva mare difunta, la Rose i l'Iris l'ataquen. El mosseguen, arrencant-li la carn del cos, menjant-lo fins que mor. La Rose s'adona que Barrow, amb prou feines conscient, acaba de presenciar-ho tot. Ella col·loca l'ornament del cabell de la seva filla al pit. L'endemà al matí, els nens marxen de la ciutat. A les mans de la Rose hi ha el diari que el seu pare li va regalar anteriorment, que detalla els records del canibalisme dels seus avantpassats.

## Repartiment
- Bill Sage com a Frank Parker
- Ambyr Childers com Iris Parker
- Julia Garner com a Rose Parker
- Wyatt Russell com el diputat Anders
- Nick Damici com a Sheriff Meeks
- Kelly McGillis com a Marge
- Michael Parks com el Doctor Barrow
- Jack Gore com a Rory Parker
- Odeya Rush com Alyce Parker
- Kassie DePaiva com a Emma Parker
- Larry Fessenden com a llogater barbut

## Producció
La fotografia principal va començar el 29 de maig de 2012 i va continuar fins a la primera setmana de juliol. El director Jim Mickle nicialment no volia dirigir un remake de la pel·lícula original, ja que no li agraden els remakes estatunidencs de pel·lícules de terror estrangeres. Després de parlar amb Jorge Michel Grau, Mickle i Damici es van adonar que podien donar-hi el seu propi gir. Michael Haneke, va servir terror japonès i la pel·lícula de culte Martha Marcy May Marlene com a inspiració. Mickle volia desafiar-se a si mateix canviant el seu estil i confiant més en l'atmosfera i el ritme metòdic. Mickle és un fan de Michael Parks i Kelly McGillis i va intentar contractar-los a la pel·lícula. Larry Fessenden, que ha aparegut a totes les pel·lícules de Mickle, té un cameo, ja que Mickle va pensar que no era apropiat fer una pel·lícula de terror a les Catskills sense Fessenden, que hi té una casa. El tema fosc va causar problemes amb els membres més joves del repartiment de la pel·lícula. Mickle va consultar els pares de Jack Gore i van decidir que Gore només hauria de conèixer les seves pròpies escenes.|2013|09|27|limited|ref2=

## Llançament
Som el que som es va estrenar al Sundance 2013. Després d'un llançament limitat a la ciutat de Nova York i Los Angeles el 27 de setembre de 2013, es va obrir a nivell nacional el 4 d'octubre de 2013. Va ser llançada en vídeo domèstic el 7 de gener de 2014.

## Recepció
Som el que som té una puntuació Metacritic de 71 sobre 100 basada en 28 ressenyes, que indica "crítiques generalment favorables". El lloc web agregador de ressenyes Rotten Tomatoes informa que el 86% dels 91 crítics enquestats van donar a la pel·lícula una crítica positiva, i la valoració mitjana va ser de 7/10; el consens del lloc afirma: "Una història convincent explicada amb intel·ligència," Som el que som "apaga la set de gore dels aficionats al terror alhora que ofereix cinema seriosos i actuacions sòlides."
Jeannette Catsoulis de The New York Times la va anomenar "un comentari de somni sobre els estralls de l'observança religiosa extrema". Guy Lodge de Variety la va anomenar una pel·lícula "exuberantment horripilant" que gaudiran els fans del gènere. David Rooney de The Hollywood Reporter la va anomenar "una entrada de gènere refrescant i madur que genera un temor incòmode i desprèn una bona dosi d'ensurts". Michael O'Sullivan de The Washington Post la va considerar previsible i grollera. Scott Weinberg de Fearnet la va definir "una acusació contundent i fascinant de les maneres en què la religió pot rentar el cervell i enverinar fins i tot les ànimes més innocents." Tim Grierson de Screen Daily la va anomenar "una experiència tensa i inquietant que ofereix molt poca sang, però que, tanmateix, sap com girar l'estómac". Ryan Daley de Bloody Disgusting la va puntuar amb 3,5/5 estrelles i va escriure que la pel·lícula "manca de cap sorpresa real", però "té molt a dir i ho diu bé." Drew Tinnin de Dread Central la va puntuar amb 2,5/5 estrelles i va escriure que el benefici és molt millor que l'acumulació lenta.